# 팔라어 (로망스어군)

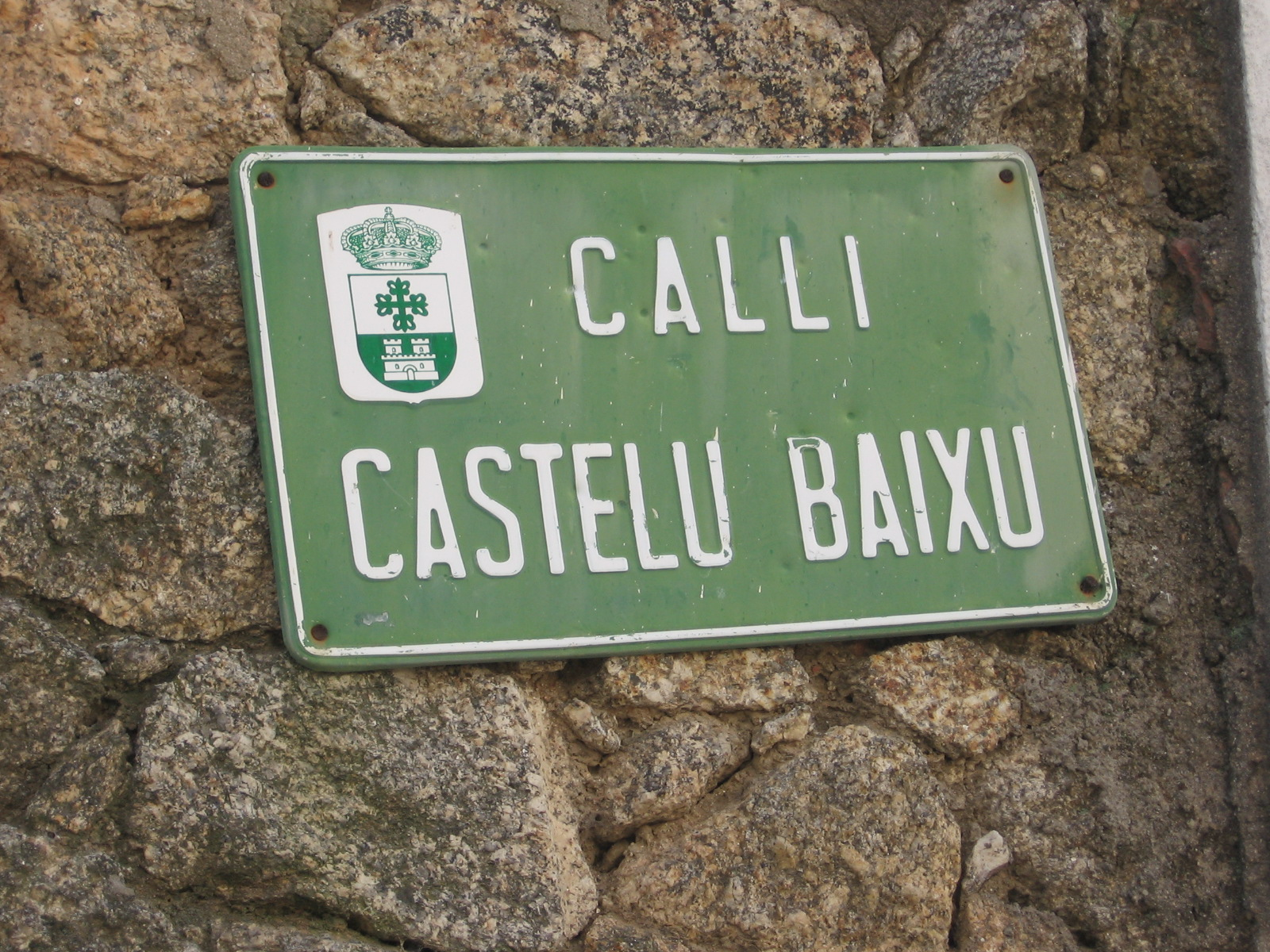

팔라어(Fala) 또는 할리메고어(Xalimego)는 갈리시아포르투갈어에 속하는 로망스계 언어로서, 스페인에 약 10,500명 정도의 사용자가 있으며 대개 계곡 지대와 엑스트레마두라주에 사용자가 분포한다. 팔라어 사용자는 포르투갈 국경 근처의 지방인 발베르데 델 프레스노, 엘하스, 산 마르틴 데 트레베호 지역에 살고 있다.

## 같이 보기
- 포르투갈어
- 갈리시아어